# Saison 2 de The Killing (série télévisée, 2011)
Chronologie
Saison 1 Saison 3
Cet article présente la deuxième saison de la série télévisée américaine The Killing.

## Synopsis
À Seattle, l'inspecteur de la police criminelle Sarah Linden (Mireille Enos) et son coéquipier Stephen Holder (Joel Kinnaman) enquêtent sur le meurtre d'une jeune fille, Rosie Larsen, dont le corps sans vie a été découvert au fond d'un lac, dans le coffre d'une voiture de campagne de Darren Richmond (Billy Campbell), conseiller municipal et candidat à la mairie.

## Distribution de la saison

### Acteurs principaux
- Mireille Enos (VF : Anne Dolan) : Sarah Linden
- Billy Campbell (VF : Emmanuel Jacomy) : Darren Richmond
- Joel Kinnaman (VF : Ludovic Baugin) : Stephen Holder
- Michelle Forbes (VF : Emmanuelle Bondeville) : Mitch Larsen[1]
- Brent Sexton (VF : Jean-François Aupied) : Stanley Larsen
- Kristin Lehman (VF : Dominique Vallée) : Gwen Eaton
- Eric Ladin (en) (VF : Antoine Schoumsky) : Jamie Wright
- Jamie Anne Allman (en) (VF : Sybille Tureau) : Terry Marek
- Liam James (VF : Thomas Sagols) : Jack Linden

### Acteurs récurrents
- Evan Bird : Tom Larsen (12 épisodes)
- Seth Isaac Johnson : Denny Larsen (12 épisodes)
- Tom Butler (VF : Patrick Borg) : Lesley Adams (10 épisodes)
- Mark Moses : Lt. Erik Carlson[2] (8 épisodes)
- Colin Lawrence (en) : Benjamin Abani (8 épisodes)
- Claudia Ferri : Nicole Jackson (8 épisodes)
- Patti Kim : Roberta Drays (7 épisodes)
- Tyler Johnston : Alexi Giffords (5 épisodes)
- Brian Markinson : Gil Sloane (5 épisodes)
- Don Thompson : Janek Kovarsky (4 épisodes)
- Barclay Hope : Michael Ames (4 épisodes)
- Katie Findlay (VF : Jessica Monceau) : Rosie Larsen (3 épisodes)
- Garry Chalk : Lt. Michael Oakes (3 épisodes)
- Alan Dale (VF : Hervé Caradec) : Senator Eaton (3 épisodes)
- Brendan Sexton III (VF : Julien Chatelet) : Belko Royce (épisode 1 et 5)
- Annie Corley (VF : Odile Schmitt) : Regi Darnell (épisode 4 et 12)
- Richard Harmon : Jasper Ames (épisode 4 et 6)
- Kacey Rohl (VF : Audrey Sablé) : Sterling Fitch (épisode 4 et 7)
- Marin Ireland : Liz Holder[3] (épisode 8)
- Ashley Johnson (VF : Bénédicte Rivière) : Amber Ahmed (épisode 10)
- Brandon Jay McLaren (VF : Serge Faliu) : Bennet Ahmed (épisode 10)
- Callum Keith Rennie (VF : Guillaume Orsat) : Rick Felder (épisode 10)
- Lee Garlington : Ruth Yitanes (épisode 12)

## Résumé de la saison
Qui a tué Rosie Larsen ? À Seattle, l'inspectrice Sarah Linden, mutée en Californie, a très peu de temps pour découvrir le meurtrier de cette jeune femme de 17 ans. Mais alors que l'enquête semble impliquer un politicien en vue, la brigade criminelle voit se multiplier les obstacles.

## Liste des épisodes

### Épisode 1:Réflexions
- États-Unis : 1er avril 2012 sur AMC[4]
- France : 21 novembre 2012 sur Paris Première

- États-Unis : 1,80 million de téléspectateurs[5]

- Garry Chalk (Lt. Michael Oakes)
- Tom Butler (Lesley Adams)
- Brendan Sexton III (Belko Royce)
- Evan Bird (Tom Larsen)
- Seth Isaac Johnson (Denny Larsen)
- Patti Allan (Bev Royce)
- Brian Markinson (Gil Sloane)
- Colin Lawrence (Benjamin Abani)
- Andrew Airlie (Dr Madigan)
- Karen Travers (Teryl Rothery)
- Juno Ruddell (Emily)
- Meg Roe (Jill Jennison)
- Gardiner Millar (Manager)
- Paul Herbert (Clerk)
- Gina Leon (Nadine)
- Randall Edwards (Ray)

### Épisode 2:Le Pont de Tacoma
- États-Unis : 1er avril 2012 sur AMC
- France : 22 novembre 2011 sur Paris Première

- États-Unis : 1,80 million de téléspectateurs[5]

- Garry Chalk (Lt. Michael Oakes)
- Tom Butler (Mayor Lesley Adams)
- Evan Bird (Tom Larsen)
- Seth Isaac Johnson (Denny Larsen)
- Sofie Grabol (Dep. Attorney Niilsen)
- Don Thompson (Janek Kovarsky)
- Brian Markinson (Gil Sloane)
- Colin Lawrence (Benjamin Abani)
- Eric Breker (Duke Perry)
- Brad Dryborough (Eugene Braxton)
- Mark Moses (Lt. Erik Carlson)
- Eric Floyd (OFC Powell Weaver)
- Darren Moore (Stu Engle)
- Wendy Abbott (Nurse)
- Sheelah Megill (Marjorie Nance)
- Paul Griggs (Guy at Forensic Lab)
- Doug Abrahams (Older Fisherman)
- Andrew Airlie (Dr Madigan)
- Terrance Leigh (Gym Trainer)

### Épisode 3:Le Tatouage
- États-Unis : 8 avril 2012 sur AMC
- France : 22 novembre 2012 sur Paris Première

- États-Unis : 1,81 million de téléspectateurs[6]

- Eric Breker (Duke Perry SPD Uni)
- Sarah Strange (Claire)
- Arien Boey (Davie)
- Sean Devine (Dr Andre Newman)
- Ted Whittall (Don)
- Robert Parent (Duncan)
- Sean Owen Roberts (Logic)
- Andrew Airlie (Dr Alex Madigan)
- Lilli Clark (Katie Jordan)
- Chelsea Ricketts (Tina)
- Randal Edwards (Ray)

### Épisode 4:Ogi Jun
- États-Unis : 15 avril 2012 sur AMC
- France : 28 novembre 2012 sur Paris Première

- États-Unis : 1,65 million de téléspectateurs[7]

- Annie Corley (Regi Darnell)
- Robert Parent (Duncan)
- Kacey Rohl (Sterling Fitch)
- Janek Kovarsky (Don Thompson)
- Eitra Kennedy (Benissimo Lee)
- Martin Cummins (Corey Petersen)
- Maria Marlow (Monica Krol)
- Faustino Di Bauda (Morgue Clerk)
- Brenden Penny (Josh OT)

### Épisode 5:Les Fantômes du passé
- États-Unis : 22 avril 2012 sur AMC
- France : 29 novembre 2012 sur Paris Première

- États-Unis : 1,59 million de téléspectateurs[8]

- Robert Parent (Duncan)
- Tahmoh Penikett (Greg)
- Tasha Simms (Helen Marek)
- Tim Henry (Tad Marek)
- Maria Marlow (Monica Krol)
- Jennifer Spence (Eve)
- Scott E. Miller (Felix Drake)
- Chelsea Ricketts (Tina)
- Mark Burgess (Moss)

### Épisode 6:Secrets de famille
- États-Unis : 29 avril 2012 sur AMC
- France : 29 novembre 2012 sur Paris Première

- États-Unis : 1,35 million de téléspectateurs[9]

- Maria Marlow (Monica Krol)
- Chelsea Ricketts (Tina)
- Yaroslav Poverlo (Andrey Dubroflonsky)
- Chelah Horsdal (Kellie Hopkins)
- Bruce Ramsay (Peter Spelman)
- Allison Hossack (Sally Ames)
- Kacey Rohl (Sterling Fitch)

### Épisode 7:Keylela
- États-Unis : 6 mai 2012 sur AMC
- France : 5 décembre 2012 sur Paris Première

- États-Unis : 1,34 million de téléspectateurs[10]

- John Emmet Tracy (Officier Flynn)
- John Murphy (Officier Miller)
- Randal Edwards (Ray)
- William Belleau (Myron)
- Q'Orianka Kilcher (Mary)
- Justin Rain (Benny)

### Épisode 8:Ascenseur pour l'échafaud
- États-Unis : 13 mai 2012 sur AMC
- France : 6 décembre 2012 sur Paris Première

- États-Unis : 1,61 million de téléspectateurs[11]

- Tim Henry (Tad Marek)
- Arien Boey (Davie)
- Michael Mando (Vasquez)
- Marin Ireland (Liz)
- Wayne Baker (Barber)
- Q'Orianka Kilcher (Mary)
- Sean Tyson (Officier Monahan)
- Nancy Sivak (Naomi)

### Épisode 9:La Clé du mensonge
- États-Unis : 20 mai 2012 sur AMC
- France : 13 décembre 2012 sur Paris Première

- États-Unis : 1,31 million de téléspectateurs[12]

- Jonathan Cake (David Ranier)

### Épisode 10:72 heures
- États-Unis : 27 mai 2012 sur AMC
- France : 13 décembre 2012 sur Paris Première

- États-Unis : 1,31 million de téléspectateurs[13]

- Brandon Jay McLaren (Bennet Ahmed)
- Callum Keith Rennie (Rick Felder)
- Annie Corley (Regi Darnell)
- Randall Edwards (Ray)
- Gina Chiarelli (Ellen)
- Janet Kidder (Dr Ann Kerry)
- Brad Kelly (Joseph Nowak)

### Épisode 11:L'Aveu
- États-Unis : 3 juin 2012 sur AMC
- France : 13 décembre 2011 sur Paris Première

- États-Unis : 1,67 million de téléspectateurs[14]

- Brad Kelly (Joseph Nowak)
- Todd Thomson (Agent FBI)

### Épisode 12:Jeu de pistes
- États-Unis : 10 juin 2012 sur AMC
- France : 20 décembre 2012 sur Paris Première

- États-Unis : 1,84 million de téléspectateurs[15]

- Lee Garlington (Ruth Yitanes)
- Sachin Sahel (Ravi Kinberg)
- Jean Edouard de Marenches (Charles the Barber)
- Barclay Hope (Michael Ames)
- Eliza Norbury (Clerk)
- Grayson Gabriel (Valet)

### Épisode 13:Ce que je sais
- États-Unis : 17 juin 2012 sur AMC
- France : 20 décembre 2012 sur Paris Première

- États-Unis : 1,45 million de téléspectateurs[17]

- Barclay Hope (Michael Ames)
- Arran Henn
- Marcel Maillard

## Accueil

### Accueil critique
La deuxième saison a reçu des critiques favorables. Sur le site Metacritic, la série a reçu un score de 68 sur 100.

### Récompenses et nominations
La deuxième saison a été nommée deux fois lors de la 39e cérémonie des Saturn Awards, une pour meilleure série diffusée sur le câble ou en syndication et une pour meilleure actrice pour Mireille Enos.

## Sortie en DVD
La deuxième saison est sortie en DVD le 2 avril 2013.